# Fosse (Pirenei Orientali)
Fosse (in occitano Fòssa, catalano Fossa) è un comune francese di 41 abitanti situato nel dipartimento dei Pirenei Orientali nella regione dell'Occitania.

## Società

### Evoluzione demografica
Abitanti censiti